# 竺姓
竺姓（竺 拼音：zhú 古音：druk 张六切）本作竹姓，是中文姓氏之一，西汉《急就章》列为汉朝常见姓氏之一，在《百家姓》中排第402位。在现代他是极罕见的姓氏。

## 起源
竺姓是由竹姓所改而来。根据《古今姓氏辨证》的记载，東莞（指古代的东莞，在今山东莒县）竺氏是东汉竹晏的后代，后为避仇而在竹字下加二，而成为竺氏。另外古代印度（古称天竺）人来华后，也有人以国名中的竺为姓。

## 郡望
- 东海郡：东海郡有两处，一处是汉朝初年所置，为今山东郯城一带。另一处为东魏至隋唐时期的东海郡，在今江苏东海县以东、淮水以北一带。

## 延伸阅读
[在维基数据编辑]
 《百家姓》
 《欽定古今圖書集成·明倫彙編·氏族典·竺姓部》，出自陈梦雷《古今圖書集成》